# Lejb Kowalski
Jehuda Lejb Kowalski (ur. 8 sierpnia 1862 w Powązkach k. Warszawy, zm. 26 lipca 1925 we Włocławku) – rabin, w latach 1899–1925 naczelny rabin Włocławka, działacz polityczny okresu II RP, senator I kadencji.

## Życiorys
Był synem Nachmana Kowalskiego (zm. 1881), rabina z Grabowa koło Łęczycy i Kowala. U ojca pobierał pierwsze nauki. Potem kontynuował edukację u rabina Abrahama z Sochaczewa. W 1879 zdał egzaminy rabinackie. Mając 18 lat, ożenił się z Mindlą, córką kupca Szmuela Zanwilla z Łęczycy. Pod wpływem żony studiował nauki świeckie. Po roku zdał egzaminy równoważne z ukończeniem 5-klasowego gimnazjum rosyjskiego. Samodzielnie studiował filozofię, historię i literaturę klasyczną. W latach 1879–1881 działał jako rabin w Łęczycy. W 1881 (po śmierci ojca) objął urząd rabinacki w Kowalu. Od 1885 pełnił posługę jako rabin w Grabowie, gdzie założył jesziwę. Później (od 1897) był rabinem w Chorzelach, a od 1899 aż do śmierci we Włocławku. Naczelnym rabinem Włocławka został m.in. dzięki rekomendacji Nahuma Sokołowa. 
We Włocławku otworzył Talmud Torę (szkołę religijną) oraz szkołę nauczania początkowego.
Rabin Kowalski był zwolennikiem syjonizmu, współtworzył (w roku 1902) organizację Mizrachi, zarówno na szczeblu lokalnym (włocławskim), jak i krajowym. Był członkiem Komitetu Centralnego tej organizacji. W 1921 wyjechał na kilka miesięcy do Palestyny, gdzie musiał zmagać się z trudnościami syjonizmu po wydarzeniach w Tel Chaj i zamieszkach w Jaffie.
Piastował mandat senatora I kadencji z listy Bloku Mniejszości Narodowych. Był również przewodniczącym Rady Rabinów w Polsce i Żydowskiej Rady Narodowej.
Rabin Kowalski był autorem dwóch ważnych monografii: 
- Judaizm a hellenizm.
- Kwestia wychowania kobiet u Żydów.

Publikował też artykuły na łamach prasy żydowskiej („Hajom”, „Habboker”, „Ha-Cefira”, „Hajnt”, „Moment”). 
Córką Jehudy Lejba Kowalskiego była Chana Gitla Kowalska (1899–1942), urodzona we Włocławku, absolwentka studiów artystycznych w Berlinie, malarka działająca w Paryżu, żona Barucha Winogóry, zamordowana w Auschwitz.